# Lembit Kurvits
Lembit Kurvits (* 15. Mai 1954 in Mammaste, Gemeinde Põlva; † 20. Februar 2017 in Keila) war ein estnischer Dichter.

## Leben
Lembit Kurvits war seit seinem 13. Lebensjahr in einem Kinderheim und besuchte bis zu seinem 16. Lebensjahr verschiedene Schulen. Von 1970 bis 1975 war er Hilfsarbeiter und Elektriker in verschiedenen Anstellungen. Danach nahm er ein Fernstudium auf und war zeitweise als Bibliothekar, Erzieher und Korrektor angestellt. Eine Weile versuchte er sich als freiberuflicher Schriftsteller. Seit 1996 befand er sich wiederholt und für längere Zeit aufgrund psychischer Probleme in psychiatrischen Anstalten. 1997 musste er eine mehrjährige Haftstrafe antreten, nachdem er bei seiner ehemaligen Frau gewalttätig geworden war.
Kurvits verfasste auch Kinderliteratur und war seit 1991 Mitglied des Estnischen Schriftstellerverbands.

## Werk
Lembit Kurvits lancierte seine ersten schriftstellerischen Versuche in den 1970er-Jahren und legte 1981 seinen ersten Gedichtband vor. Er erschien im Rahmen einer Serie des estnischen Staatsverlags, in der auch Doris Kareva, Rein Raud und Mari Vallisoo ihre Debütsammlungen publizierten. Kurvits‘ Dichtung ist jedoch von Anbeginn an mit der früheren estnischen Dichtung, und hier vor allem mit Juhan Liiv in Verbindung gebracht worden, zumal seine Dichtung häufig einen schwermütigen Unterton enthält. Diese Stimmung blieb auch in den folgenden Sammlungen erhalten, die teilweise auch durch psychische Probleme gekennzeichnet sind. Somit steht Kurvits in der Tradition von Juhan Liiv, Marie Heiberg und Jaan Oks und gibt einem Kritiker zufolge den „Unterdrückten, Verwahrlosten und Vergessenen“ eine Stimme.

## Bibliografie
- Väike Kamari õhtud ('Abende in Väike-Kamari'). Tallinn: Eesti Raamat 1981. 77 S.
- Tühermaa ('Brachland'). Tallinn: Eesti Raamat 1986. 86 S.
- Armastuseta ('Ohne Liebe'). Tallinn: Eesti Raamat 1990. 62 S.
- Meie ühine vend armastus ('Unser gemeinsamer Bruder Liebe'). Tartu: Koda 1991. 78 S.
- Taevaskojalapsed. ('Kinder aus Taevaskoja') Tallinn: Tiritamm 1993. 31 S.
- Matle laul. Pühendatud tütrele ('Matles Lied. Gewidmet der Tochter'). Tartu: Elmatar 1994. 77 S.
- Vanad Soome saapad ('Alte finnische Stiefel'). Tartu: Elmatar 1997. 79 S.
- Kakskümmend viis luuletust ('Fünfundzwanzig Gedichte'). Tallinn: Huma 2001. 63 S.
- Tõrvalill. ('Pechnelke'). Tallinn: Eesti Raamat 2003. 216 S.